# 235 a.C.

## Eventos
- Tito Mânlio Torquato e Caio Atílio Bulbo, pela segunda vez, cônsules romanos.
- O Templo de Jano, em Roma, é fechado pela primeira vez desde a época do rei Numa Pompílio, cinco séculos antes, um sinal de que Roma estava em paz.
- Cleômenes III foi feito rei de Esparta, pertenceu à Dinastia Ágida, m. 222 a.C..

## Mortes
- Leônidas II rei de Esparta desde 254 a.C.